# 万理沙ひとみ
万理沙 ひとみ（まりさ ひとみ、1970年3月17日 - ）は、元宝塚歌劇団星組の娘役。兵庫県川西市出身。本名は川井 みな子（かわい みなこ）。
身長161cm。血液型O型。愛称は、みんつ、みんちゃん。
祖母は元宝塚歌劇団娘役スターの紅千鶴、母は元宝塚歌劇団の千春京子、伯母は元宝塚歌劇団の谷ちづる。いとこは元星組の秋園美緒。

## 略歴
- 1987年、75期生として宝塚音楽学校へ入学。祖母・母・娘の3代でのタカラジェンヌ誕生は初めてのことであった。同期生に元星組トップスターの湖月わたる、元専科スターの伊織直加（現・伊央里直加）、元月組副組長の嘉月絵理、元星組の久城彬など。現役では専科の美穂圭子がいる。
- 1989年4月、宝塚歌劇団入団。入団時の成績は39人中7番[5]。星組『春の踊り／ディガディガドゥ』にて初舞台を踏み、後に星組に配属される。
- 1990年11月、『アポロンの迷宮』の新人公演にて初ヒロインを務める。
- 1998年11月23日[5]、『皇帝／ヘミングウェイ・レビュー』の千秋楽をもち宝塚歌劇団を退団。
- 退団後は地元のカルチャースクールで歌やダンスを指導していた[6]。
- 2005年4月に起きたJR福知山線脱線事故に遭遇し右足を複雑骨折、左足は靱帯（じんたい）を損傷という重傷を負う[6]。その際、同一列車には車椅子アーチェリー選手の岡崎愛子と漫画家の雑賀陽平も乗車していた。
- 2007年1月、麻路さきのディナーショーにゲスト出演する。麻路から誘いを受ける形で二人の共演が実現した。まだ事故のリハビリや後遺症と闘いながらの状態での出演だったが、在団中と変わらない歌声を披露した[2]。
- その後もリハビリを繰り返し、2008年6月に復活ライブを行う。宮川大助・花子が企画・出演をして、彼女の復活に花を添えた[7]。
- 現在は歌唱指導の傍ら、事故の体験談などの講演活動やライブ活動などを行っている。

## 宝塚時代の主な舞台
- 1989年12月、『シチリアの風』（バウ・東京特別）ニーナ
- 1990年5月、『メイフラワー／宝塚レビュー 90』新人公演：イザベラ・ランドール（本役：洲悠花）
- 1990年11月、『アポロンの迷宮／ジーザス・ディアマンテ』リサ、新人公演：ジュヌヴィエーヴ王女（本役：毬藻えり）＊新人公演初ヒロイン
- 1991年1月、『パール・ジョイ』（バウ）リンダ
- 1991年5月、『恋人たちの肖像／ナルシス・ノアール』シュテファニー公女、新人公演：ゾフィ・アメリア・オイゲーニュ（本役：毬藻えり）＊新人公演ヒロイン
- 1991年11月、『紫禁城の落日』新人公演：文繍（本役：英りお）
- 1992年5月、『白夜伝説／ワンナイト・ミラージュ』モック、新人公演：レッド・キャップ・ティナ（本役：乙原愛）
- 1992年10月、『ハロー、ジョージ!』（バウ）テレサ
- 1993年1月、『宝寿頌／PARFUM DE PARIS』新人公演：歌う淑女S（本役：洲悠花）
- 1993年6月、『うたかたの恋／パパラギ -極彩色のアリア-』オフィーリア、新人公演：シュテファニー（本役：洲悠花）
- 1993年8月、『FILM MAKING』（バウ・東京特別）アンジェリカ・スノー
- 1993年12月、『ラ・トルメンタ -愛の嵐-』（バウ）バンドール子爵夫人
- 1994年2月、『若き日の唄は忘れじ／ジャンプ・オリエント!』みつ、新人公演：留伊（本役：洲悠花（大））、ふく（本役：白城あやか（東京））
- 1994年4月、『うたかたの恋／パパラギ -極彩色のアリア-』（全国ツアー）シュテファニー
- 1994年8月、『カサノヴァ・夢のかたみ／ラ・カンタータ』新人公演：アナベル（本役：英真なおき）
- 1994年11月、『燃える愛の翼 -ミ・アモール-』（バウ・東京特別・名古屋特別）ローラ
- 1995年2月、『若き日の唄は忘れじ／ジャンプ・オリエント!』（中日）みつ
- 1995年4月、『国境のない地図』ファニー、新人公演：カタリーナ（本役：万里柚美）
- 1995年9月、『剣と恋と虹と／ジュビレーション!』マドレーヌ
- 1996年11月、『エリザベート -愛と死の輪舞-』ヘレネ
- 1997年9月、『Elegy 哀歌』（バウ・東京特別）ジョアンナ
- 1998年4月、『ダル・レークの恋』（全国ツアー）マダム・ミシェル
- 1998年6月、『皇帝／ヘミングウェイ・レビュー』メッセラ
- 1998年8月、『イコンの誘惑』ラリーサ

## 宝塚退団後の主な活動

### ライブ
- 2007年1月、麻路さきディナーショー『星空の愛想曲（セレナーデ）』（東京會舘、ホテル阪急インターナショナル）
- 2008年6月、『復活ライブ』（心斎橋ウィステリア）
- 2009年6月、『懐かしの宝塚イブニングコンサート』（宝塚ホテル）

### その他
- 2012年5月18日、『爆報! THE フライデー』（TBS、元タカラジェンヌ特集でJR福知山線脱線事故について語る。同時に、年齢が字幕でカミングアウトされた[1]。）